# Catagramma rosaeprivata
Catagramma rosaeprivata är en fjärilsart som beskrevs av Hayward 1931. Catagramma rosaeprivata ingår i släktet Catagramma och familjen praktfjärilar. Inga underarter finns listade i Catalogue of Life.